# Friedrich Flick

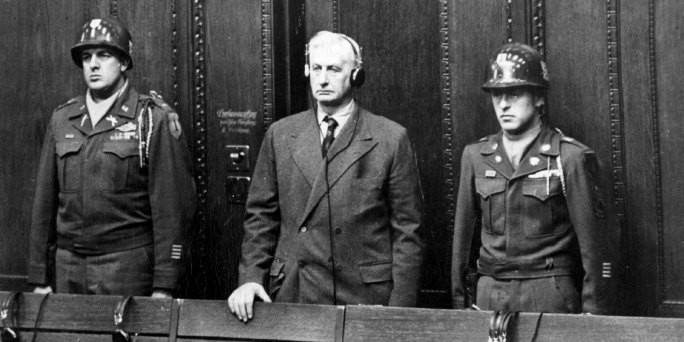
Friedrich Flick bij zijn proces in Neurenberg

Friedrich Flick (Ernsdorf bij Kreuztal, 10 juli 1883 - Konstanz, 20 juli 1972) was een Duits ondernemer, die bij de processen van Neurenberg veroordeeld werd. Flick was enige tijd de rijkste Duitser.

## Leven
Friedrich Flick werd geboren op 10 juli 1883 in Ernsdorf. Hij was de zoon van een boer die ook nog enige aandelen had in de ertsmijnen van Siegerland. Flick ging naar de middelbare school in Siegen en na zijn militaire dienst ging hij economie en bedrijfskunde studeren aan de Handelshogeschool in Keulen. Na het behalen van zijn bedrijfsdiploma in 1906 kreeg hij zijn eerste baan bij Bremerhütte, een staalbedrijf en in 1915 werd hij bestuurslid bij Charlottenhütte in Niederschelden, een bedrijf dat hij later overnam. Tijdens de Eerste Wereldoorlog, toen de bewapeningsindustrie explosief groeide, was dit bedrijf een groot economisch succes.
Hij richtte zijn pijlen aanvankelijk op staalbedrijven in Opper-Silezië. Omstreeks 1923 ruilde hij een groot deel van deze belangen in voor een aandelenbelang in staalbedrijven in het hart van de Duitse staal- en mijnbouwindustrie, het Ruhrgebied, waaronder in mijnbouwbedrijf Gelsenberg. In 1926 verkreeg hij een aandelenpositie in Vereinigte Stahlwerke (VSt) en bracht hierin ook diverse van zijn belangen onder, in ruil voor aandelen van VSt. Flick verwierf zo de controle van een van de grootste industriële ondernemingen in het land.
Om dit te realiseren had hij veel geld geleend, met zijn aandelen Gelsenberg en VSt als onderpand. Tijdens de grote economische crisis die in 1929 uitbrak, daalde de beurswaarde van zijn aandelen en eisten de banken meer zekerheden. In 1932 zat Flick financieel aan de grond, maar met bluf en stevig onderhandelen wist hij zijn belang in Gelsenberg voor 90 miljoen rijksmark te verkopen aan de Duitse staat, dat was driemaal de werkelijke waarde. In juni 1932 raakte dit publiekelijk bekend en dit leidde in het land tot een storm van protest en veel artikelen over de Gelsenbergaffaire vulden de kranten. Een paar weken later werd de NSDAP de grootste partij en de affaire raakte op de achtergrond. Flick was een rijk man en de NSDAP, met name Heinrich Himmler, wist hem te vinden voor allerlei financiële bijdragen.
In de jaren twintig en het begin van de jaren dertig werkte hij met verschillende politieke partijen via sponsoring aan een stevig netwerk. Na de opkomst van de NSDAP concentreerde hij zijn sponsoring op deze partij en bouwde goede contacten met Hermann Göring op. Door deze contacten deed Flick lucratieve zaken: hij kreeg opdrachten in het kader van de Duitse bewapening en hij profiteerde van het Ariseren van Joodse bedrijven, die hij voor een laag bedrag kon overnemen. In 1937 had het Flick-concern 85.000 werknemers. In de Tweede Wereldoorlog zette Flick op grote schaal dwangarbeiders in: cijfers spreken van 50.000 mensen, van wie er ruim 10.000 omkwamen. 
Na de Duitse overgave kwam zo'n driekwart van zijn bedrijfsimperium in handen van de Oost-Duitse communisten, die zijn bezittingen nationaliseerden. Het resterende kwart lag in West-Duitsland en de Britten en Amerikanen ontnamen hem de zeggenschap over zijn bedrijven. Zijn concern werd opgesplitst. Flick werd gearresteerd en berecht in Neurenberg. Hij werd op 22 december 1947 tot zeven jaar celstraf veroordeeld, met aftrek van voorarrest, maar reeds in augustus 1950 vrijgelaten. Zijn door de geallieerden geconfisqueerde bedrijven kreeg hij grotendeels weer terug. De familie kreeg fabrieken terug voor de productie van non-ferro-metalen, ijzer en cement en een synthetische oliefabriek. Friedrich Flick kreeg 10% en zijn twee zonen de rest, ieder 45%. Tot aan zijn dood in 1972 weigerde hij compensatie te betalen aan de dwangarbeiders die bij zijn bedrijven hadden gewerkt.
Na zijn vrijlating vergaarde Flick weer een enorme rijkdom. Hij was gedwongen zijn meerderheidsbelang in een grote mijnbouwbedrijf in het Ruhrgebied te verkopen. Hij kon geen koper in eigen land vinden, maar een Franse staalbedrijf was bereid de aandelen over te nemen voor 26 miljoen Amerikaanse dollar, plus nog eens 19 miljoen dollar, maar dit geld mocht alleen in Frankrijk of overzeese gebiedsdelen van Frankrijk besteed worden. Met dit geld kon hij zijn bezittingen, ook buiten Duitsland, weer uitbreiden. In 1955 kocht hij een belang van 25-30% in de staalfabrikant Chatillon‐Neuves Maisons en in 1956 nam hij een belang in het Belgische Hainaut-Sambre. Een van zijn meest waardevolle bezittingen was een aandelenbelang van 40% in Daimler-Benz, verder had bij belangen in papier-, synthetische vezel- en chemiebedrijven, explosieven en makers van rollend treinmaterieel.
In 1955 bezat hij alweer 100 bedrijven en aan het eind van de jaren zestig was Flick de rijkste man van West-Duitsland. In 1963 kwam een conflict binnen de familie voor de rechter. Onderwerp was een voorgestelde statutenwijziging. Na de dood van Friedrich Flick zouden beide broers aan het hoofd van de bedrijf komen te staan. In de nieuwe statuten zou Friedrich Karl zijn broer relatief eenvoudig uit het bestuur kunnen plaatsen, een bepaling waar Otto Ernst niet mee kon instemmen. De rechter verbood de statutenwijziging, maar ging niet mee in het verzoek van Otto Ernst om het concern op te splitsen. Bij zijn overlijden in 1972 liet Friedrich Flick een concern na met 330 bedrijven, 300.000 werknemers en een jaaromzet van 18 miljard Duitse marken.

## Nasleep
Zijn bezittingen gingen na zijn dood naar zijn twee zonen, Otto Ernst (1916-1974) en Friedrich Karl (1927-2006). Zijn vrouw, Marie Schuss (1890-1966), met wie hij in 1913 was getrouwd, was reeds overleden. Een derde zoon Rudolf (1919-1941) was in de oorlog omgekomen. In 1975 nam Friedrich Karl de belangen van drie andere familieleden in het bedrijf over en werd de enige eigenaar. Tien jaar later verkocht hij al zijn bezittingen aan Deutsche Bank voor DM 5,4 miljard en leefde nadien een teruggetrokken bestaan. Hij verhuisde naar Oostenrijk en overleed in 2006.

### Kunstcollectie
Friedrich Flick bouwde met zijn vermogen ook een enorme kunstverzameling uit. Deze werd geërfd en verder uitgebreid door zijn kleinzoon Friedrich-Christian en vormt de Kunstverzameling Friedrich-Christian Flick.

## Lidmaatschapsnummer
- NSDAP-nr.: 5 918 393   (lid geworden 1 mei 1937)

## Naslagwerken
- (de)  Bähr e.a., Johannes Der Flick-Konzern im Dritten Reich. Oldenbourg Verlag, München (2008) ISBN 9783486586831
- (de)  Frei e.a, Norbert Flick. Der Konzern. Die Familie. Die Macht. Blessing Verlag, München (2009) ISBN 9783896674005
- (de)  Ramge, Thomas Die Flicks. Eine deutsche Familiengeschichte um Geld, Macht und Politik. Campus-Verlag, Frankfurt am Main (2004) ISBN 3593374048